# Langona mediocris
Langona mediocris là một loài nhện trong họ Salticidae.
Loài này thuộc chi Langona. Langona mediocris được Wanda Wesołowska miêu tả năm 2000.